# Thing

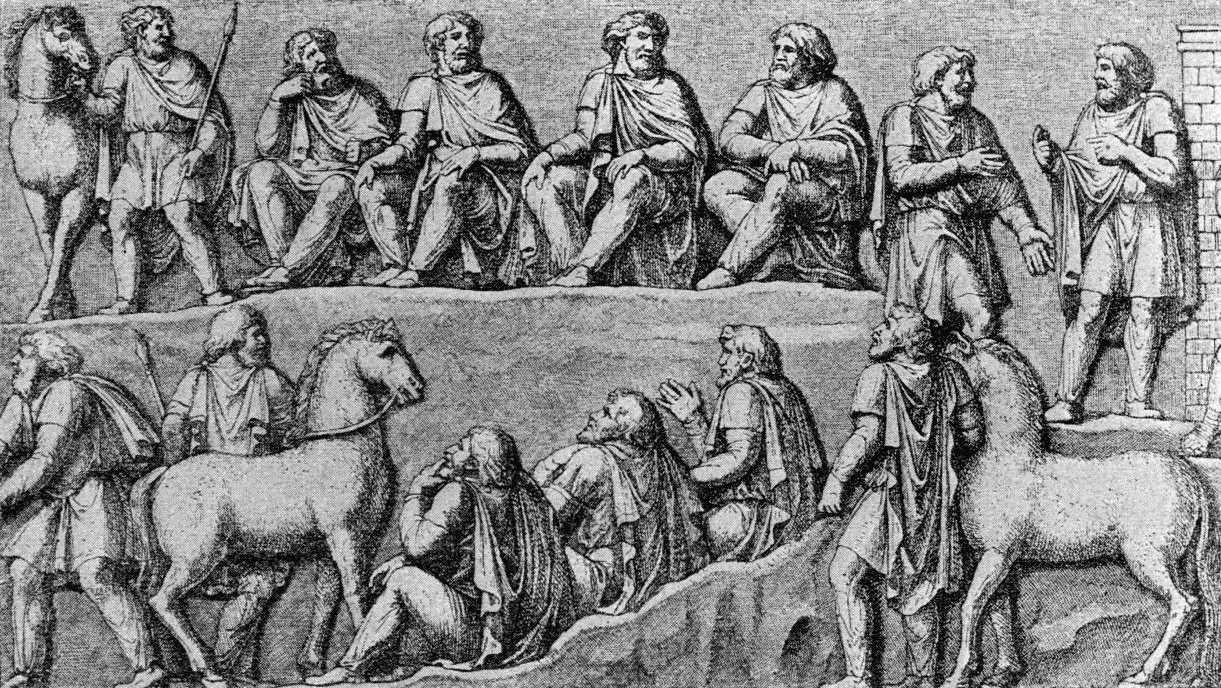
Germanische Ratsversammlung – Relief der Marc-Aurel-Säule zu Rom

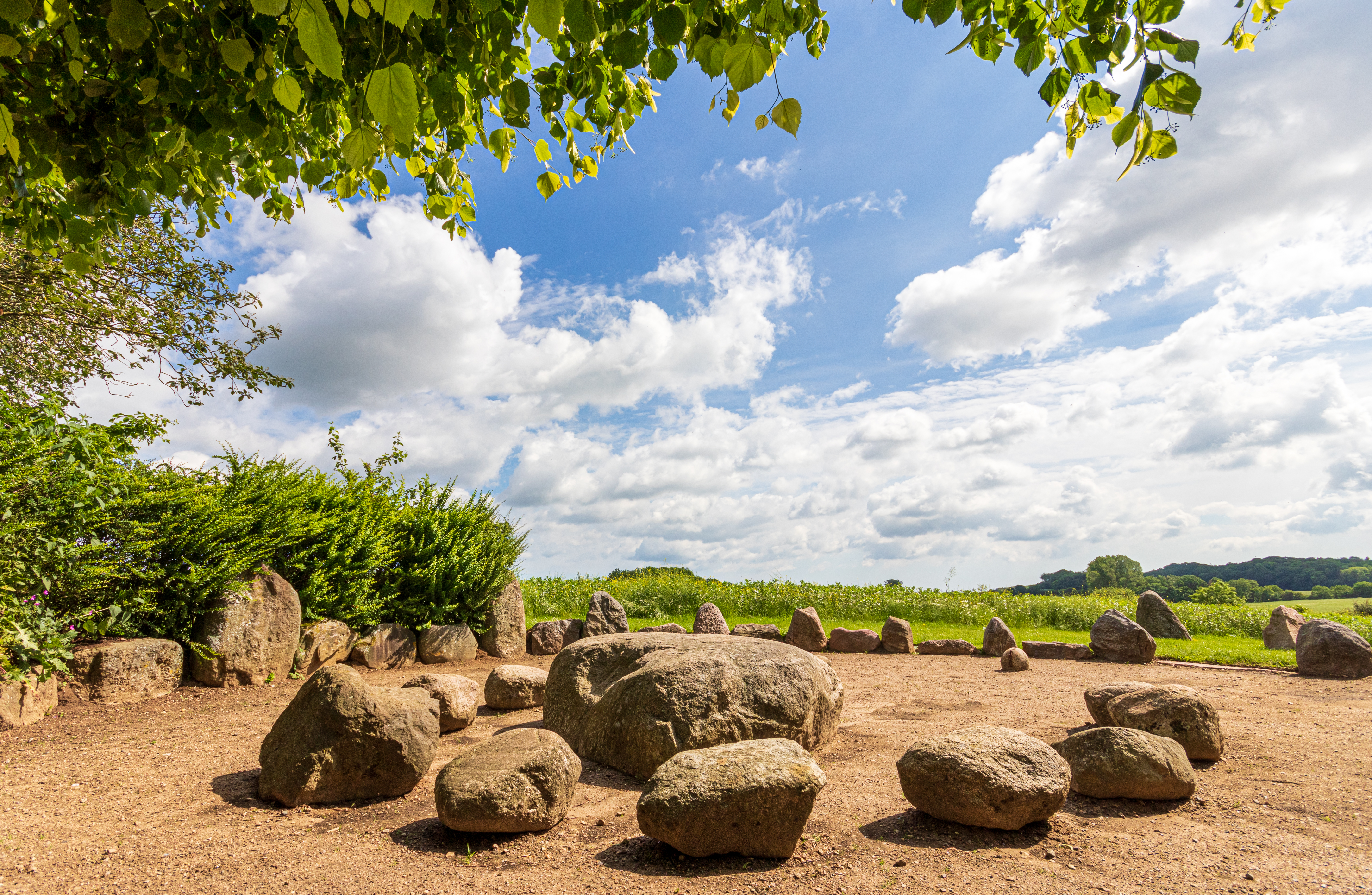
Phantasie-Rekonstruktion von 2003 eines Thingplatzes in Gulde bei Stoltebüll, Schleswig-Holstein

Als Thing (rechtschreiblicher Tagung von 1901 entsprechend auch Ting) oder Ding (altnordisch und neuisländisch þing, dänisch, norwegisch und schwedisch ting; oberdeutsch auch Thaiding von ahd. taga-ding) wurden Volksversammlungen (Volksthing) und Gerichtsversammlungen nach  germanischen Rechten bezeichnet. Der Ort oder Platz, an dem eine solche Versammlung abgehalten wurde, wird Thingplatz oder Thingstätte genannt und lag häufig etwas erhöht oder unter einem Baum (Gerichtslinde), jedoch immer unter freiem Himmel. Die Orte dieser Gerichtsversammlungen wurden später auch Malstätte bzw. Malstatt genannt und mit Gerichtssteinen gekennzeichnet (siehe auch: Mader Heide).
Siehe auch: Gogericht, Freigericht, Zentgericht, Gograf, Vogt

## Etymologie

Römischer Weihestein mit dem frühesten sprachlichen Beleg für Thing:
„DEO / MARTI / THINGSO / …“

Thing geht auf germanisch *þenga- „Übereinkommen, Versammlung“ zurück und steht in grammatischem Wechsel zu gotisch *þeihs „Zeit“. Dieser etymologische Zusammenhang verweist darauf, dass das Thing meist zu festgelegten Zeiten abgehalten wurde. Die ältesten Belege des Wortes finden sich auf Altarsteinen, die von friesischen Söldnern in römischen Diensten entlang des Hadrianswalls errichtet wurden und die dem Gott Mars Thincsus (vgl. Märzfeld) geweiht waren als Gott des Things.
Das Wort Thing bedeutet seit ältester Zeit „Volks- und Gerichtsversammlung“. Im alemannischen Raum und im Rheinland hat sich die Bedeutung teilweise noch bis ins 17. Jahrhundert im Wort Dinghof erhalten, das einen mit dem herrschaftlichen Niedergericht verbundenen Hof bezeichnete. Daneben machte der Begriff einen Bedeutungs- und Lautwandel durch. Þing wurde zu neuhochdeutsch Ding und neuenglisch thing. Die Bedeutung „Sache“ leitet sich von der auf der Gerichtsversammlung behandelten „Rechtssache“ ab (vgl. auch lat. res publica „Staat“, wörtlich: „öffentliche Sache“, zu res „Sache“) und wurde später verallgemeinert. Im Gegensatz zu Deutschland und England erhielt sich der Begriff im Norden in beiden Bedeutungen bis heute. So heißt das isländische Parlament Alþingi, das dänische Folketing, das norwegische Storting und das der Färöer-Inseln Løgting. In Schweden heißen die Provinziallandtage Landsting. Amtsgerichte heißen auf Schwedisch tingsrätt, in Norwegen tingrett. Auch die offizielle finnlandschwedische Volksvertretung, d. h. Svenska Finlands folkting hat „Volksting“ im Namen. Ebenso gehen die norwegischen und schwedischen Namen für den Sameting auf eine entsprechende Wortbildung zurück.
Im deutschen Wortschatz hat sich der Begriff in einigen Ableitungen wie den Adjektiven dinglich (ursprünglich „das Gericht betreffend“, heute noch in der Fügung dingliches Recht,) dingfest und dingflüchtig sowie in den Ableitungen des veralteten Verbs dingen – wie gedungen, sich verdingen, sich ausbedingen, bedingt, Bedingung, unabdingbar – erhalten. Der Dienstag ist dem germanischen Gott Tiwaz oder Tyr als Beschützer des Things gewidmet.
Auch in vielen Ortsnamen hat sich der Begriff erhalten, beispielsweise Thüngen, Dingden, Denghoog, Dingstäde, Dingstätte und Dingstede in Deutschland, Tingvoll, Tingvatn und Tinghaug in Norwegen, Þingvellir in Island oder Tingstäde auf Gotland. Diese historischen Ortsbezeichnungen sind nicht mit den abseits lokaler Traditionen errichteten Thingplätzen zu verwechseln, welche die Nationalsozialisten für ihre sogenannten Thingspiele errichten ließen, die ein Teil der Thingbewegung waren.
In der deutschen Übersetzung des Fantasy-Romans Der Herr der Ringe wird die Versammlung von riesenhaften Baumwesen, den Ents, als „Entthing“ bezeichnet (im Original "entmoot").

## Ursprünge

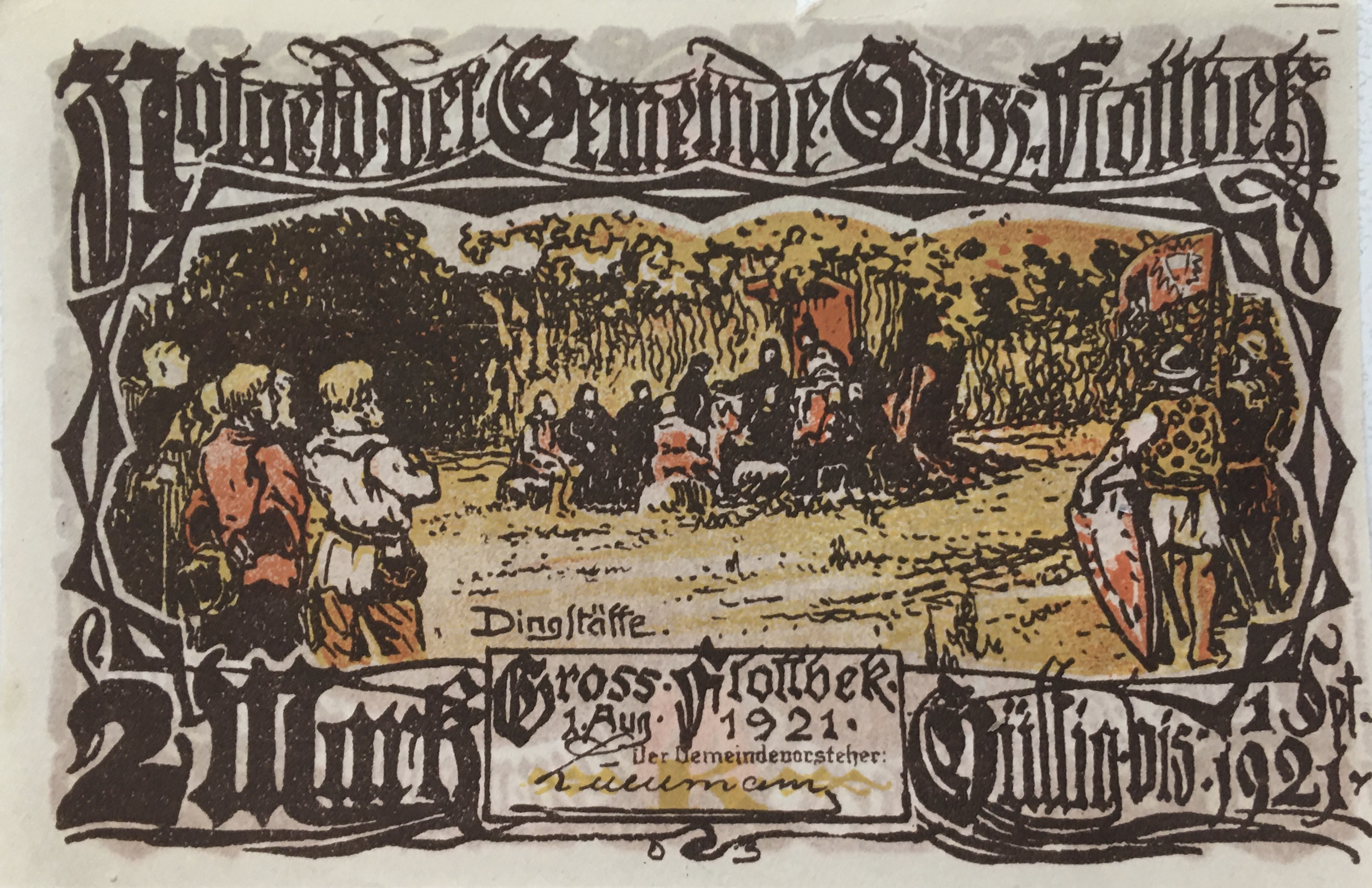
Notgeld von 1921 erinnert an eine alte Dingstätte

Das altgermanische Thing diente der politischen Beratung ebenso wie Gerichtsverhandlungen und auch kultischen Zwecken. Es fand unter Vorsitz des Königs bzw. des Stammes- oder Sippenoberhaupts unter freiem Himmel statt, oftmals unter Gerichtslinden (vgl. Irminsul) und stets am Tag (daher Tagung). Es dauerte nach einigen Quellen drei Tage. Die Thingordnung regelte unter anderem, wann und wo die Versammlungen stattfanden und wer teilnehmen durfte. Mit der Eröffnung der Versammlung wurde der Thingfriede ausgerufen. Als Schutzherr des Things galt der altgermanische Gott Tyr.
Tacitus beschreibt in seiner Germania (De origine et situ Germanorum) den Ablauf von Verhandlungen bei den Germanen. Demnach wurden am ersten Tag der Zusammenkunft unter starkem Alkoholkonsum wichtige politische, aber auch militärische Dinge besprochen. Beschlüsse wurden dagegen erst am nächsten Tag in nüchternem Zustand gefasst. Dieses Vorgehen hatte Tacitus zufolge den Vorteil, dass am ersten Tag die Teilnehmer leichter mit „freier Zunge“ redeten.

## Allgemeine Merkmale

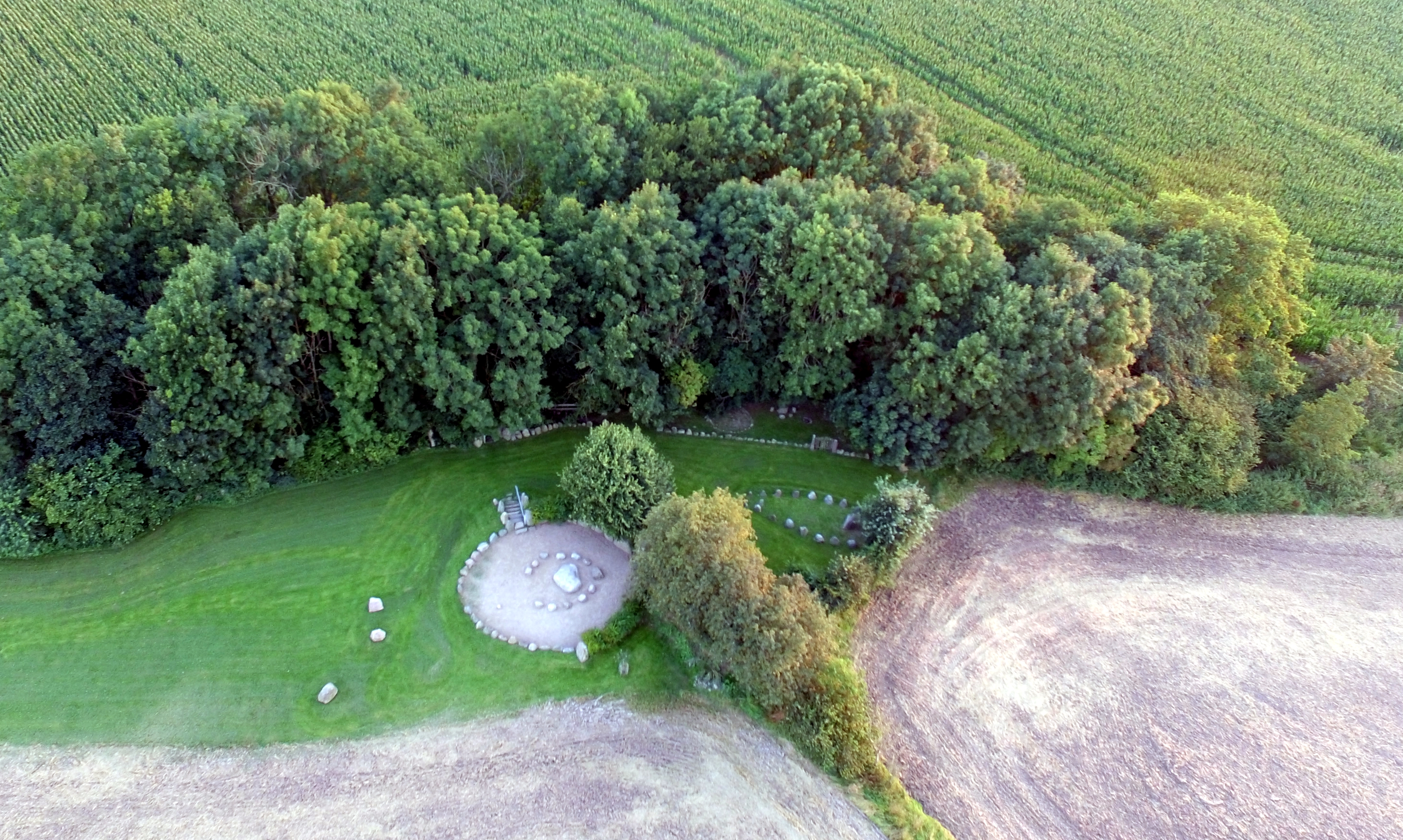
Versammlungsort bei Gulde in der Abenddämmerung

### Zweck und Teilnehmer

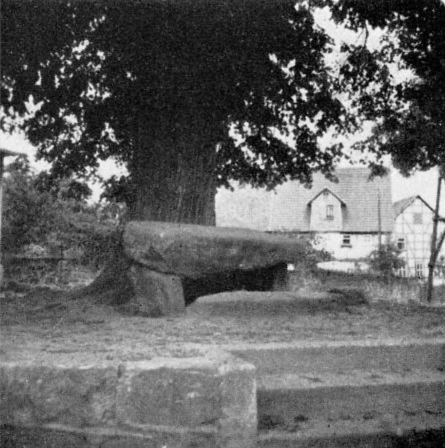
Steintisch unter der Linde am Gerichtsplatz von Vollmarshausen

Versammlungen zum Zwecke der politischen Meinungsfindung und zur Rechtsprechung sind für Stammesgesellschaften, wie die der frühen Germanen, eine übliche Erscheinung. Bei den germanischen Stämmen nahmen sie im Laufe der Zeit sehr unterschiedliche Formen an. Allgemein waren zu der Versammlung alle freien Männer eines bestimmten Gebietes verpflichtet, auch wenn die Reise zur Thingstätte sie Zeit und Geld kostete. Frauen, Kinder, Fremde oder Sklaven waren nicht zugelassen. Das Geltungsgebiet des Things fiel zusammen mit dem Stammesgebiet. War der Stamm sehr groß, wurde das Gebiet unterteilt und jeder Teil hatte sein eigenes Thing. Alle Teile trafen dann nur noch bei Angelegenheiten zusammen, die den gesamten Stamm angingen, z. B. bei einer Entscheidung über Krieg oder Frieden.

### Versammlungsorte
Die Orte, an denen man sich traf, mussten zentral liegen und gut zu finden sein. Häufig wählte man deshalb Hügel (häufig Grabhügel) oder Plätze mit markanten Landmarken wie Steinen oder Bäumen, vor allem Linden (Gerichtslinde) und Eichen. Beliebte Thingplätze waren auch die Stammesheiligtümer, die meist in Hainen oder auf Erhebungen lagen. Der Thingplatz wurde ringsherum eingehegt (meist mit Steinen oder Haselstangen), und darin galt der Thingfriede.

### Versammlungszeiten
Die Termine der Versammlungen waren genau festgelegt und fanden bei Neu- oder Vollmond statt, zudem stets bei Tageslicht, daher tagadinc, was im heutigen „sich verteidigen“ steckt. Man traf sich regelmäßig („ungebotenes Thing“). Je nach Größe des Stammes konnten die Abstände einen Monat oder sogar drei Jahre auseinanderliegen. Zu besonderen Ereignissen wie dem Kriegsfall traf man sich auch außerplanmäßig („gebotenes Thing“). Den Vorsitz über die Versammlung führte entweder ein Priester oder im Kriegsfalle der Heerführer (Herzog). Später führten auch Könige oder Fürsten den Vorsitz.

### Waffen
Die Waffen waren für die Germanen von herausragender Bedeutung. Durch das Überreichen ihrer Waffen wurden Jünglinge auf der Versammlung in die Gemeinschaft aufgenommen. Einem Argument wurde durch das Aneinanderschlagen der Waffen zugestimmt. Murren drückte Missfallen aus. Der kriegerische Charakter der Versammlung erhielt sich auch nach dem Verbot des Waffentragens im altenglischen Begriff wæpentæc oder wæpengetæc (Waffenschlagen), das im britischen Danelag (von lag ‚Gesetz‘) einen Gerichtsverband bezeichnete.

## Ausprägung in verschiedenen Regionen

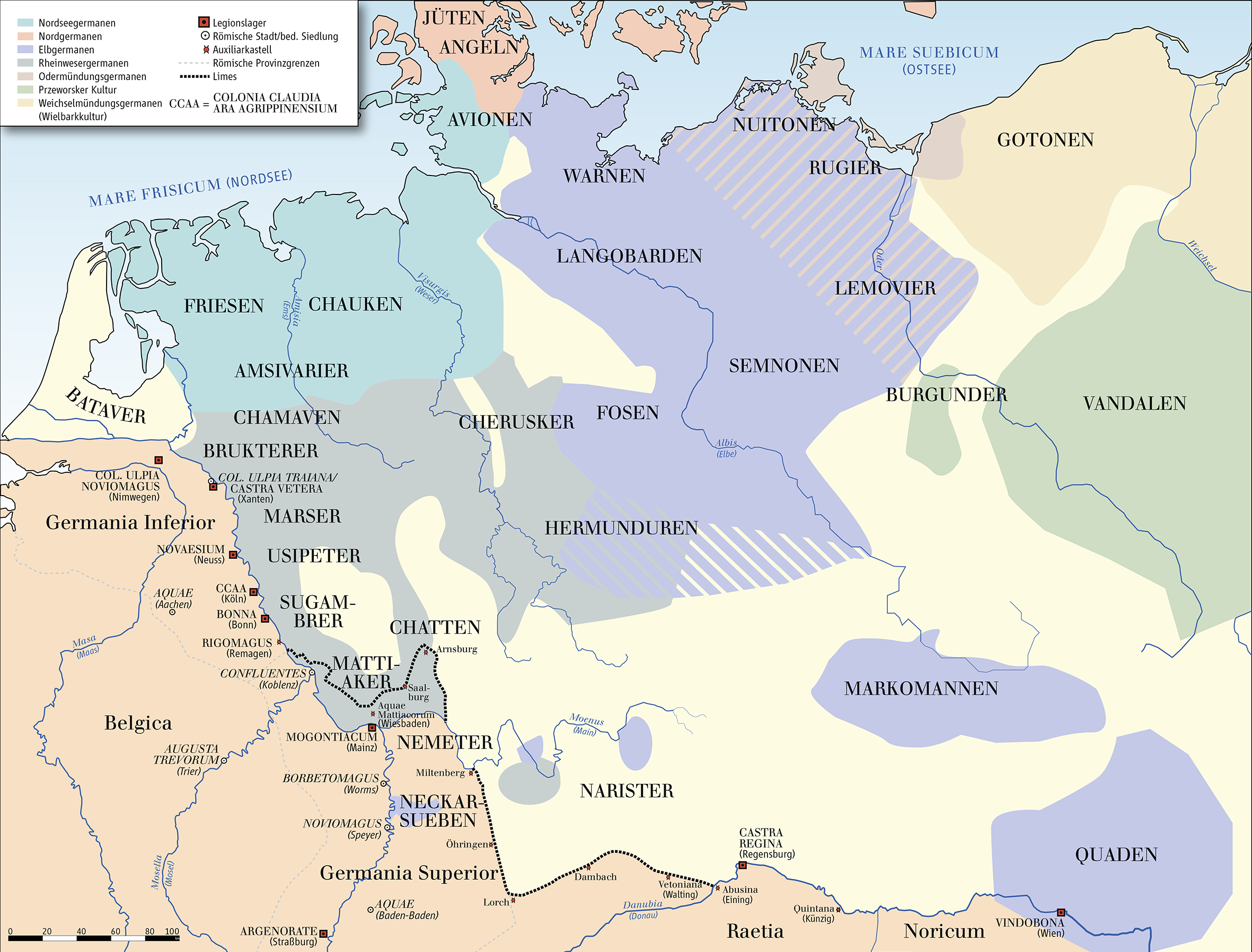
Karte der germanischen Stämme um 100 n. Chr. (ohne Skandinavien)

### Germanische Stämme
Für das Thing der einzelnen germanischen Stämme gelten die oben beschriebenen allgemeinen Aussagen, soweit es sich aus den spärlichen Quellen rekonstruieren lässt. Der römische Historiker Tacitus unterscheidet für die Anführer dieser Stämme zwischen Königen (rex), Heerkönigen und Fürsten (princeps) die großen politischen Einfluss in der Volksversammlung ausübten. Die Versammlung war „demokratisch“ gesehen sehr anfällig, da ein einflussreicher Mann sein Gefolge mitbringen konnte und so das Stimmengewicht zu seinen Gunsten verschob. Eine Einschränkung der maximalen Gefolgschaft auf einem Thing ist nur von den Sachsen bekannt, die für jeden Edlen (lateinisch nobilis) nur zwölf Freie (Frielinge) und zwölf Halbfreie (Laten) zuließ. Der Wahrheitsgehalt dieser Quelle, der Vita Lebuini, ist jedoch umstritten.
Die Selbstbestimmung der germanischen Stämme wurde teilweise schon von den Römern eingeschränkt. Sie legten beispielsweise fest, dass sich die Tenkterer nur unbewaffnet treffen durften oder die Markomannen nur einmal im Monat. Einschränkungen dieser Art sollten die Gefahr reduzieren, die von einer Versammlung von bewaffneten Männern mit einheitlichem politischen Handlungswillen ausging, die darüber hinaus unweit der Grenzen des römischen Imperiums stattfand.

### Deutschland in fränkischer Zeit

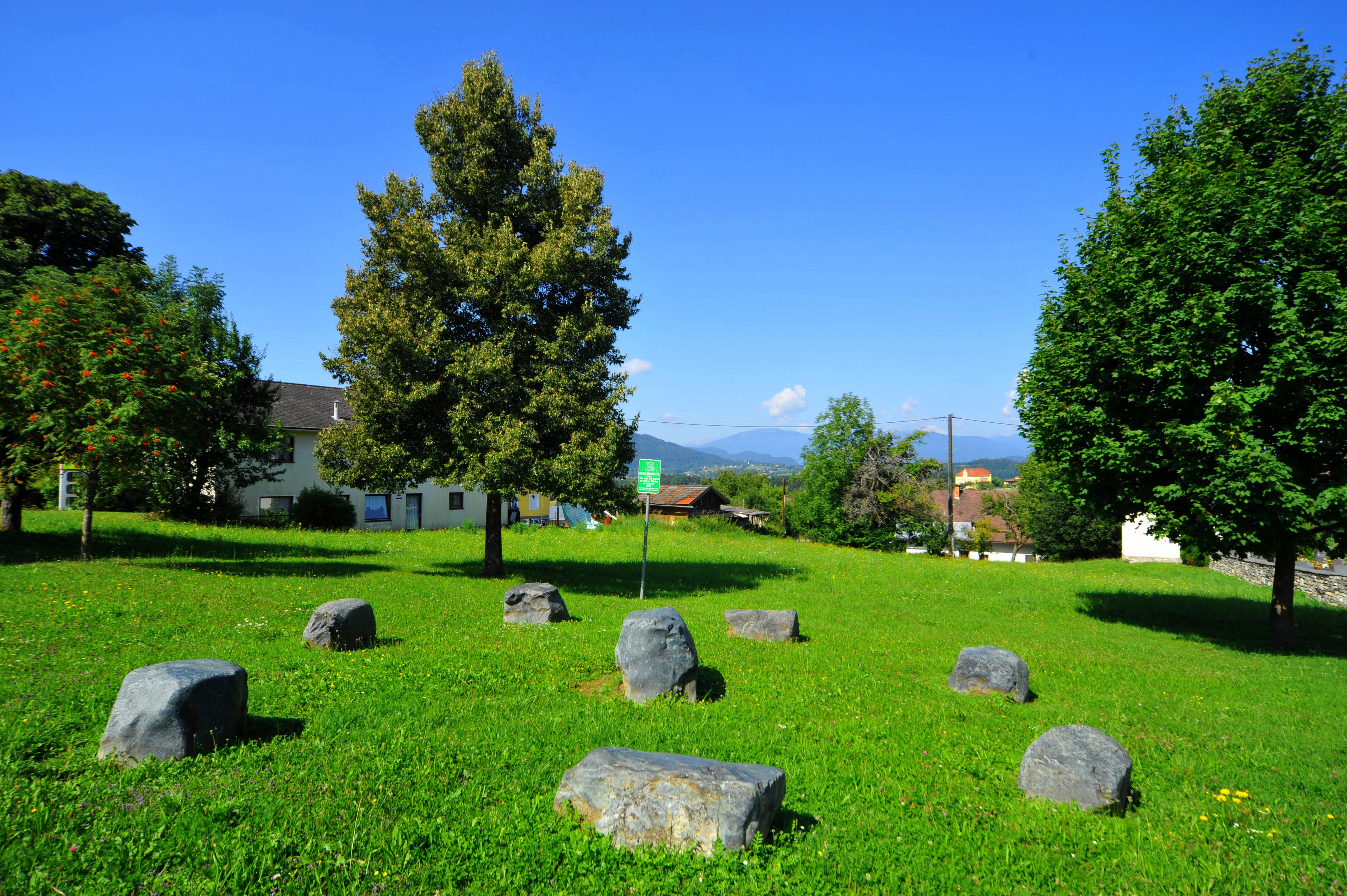
Rekonstruierter Richtplatz in Tigring

Mit der Unterwerfung der germanischen Stämme durch die Franken, zwischen 500 und 800 n. Chr., endete auch deren politische Selbstbestimmung. Von der ursprünglichen Bedeutung des Things blieb nur noch das Gerichtswesen übrig. Um die Akzeptanz der neuen Ordnung und der sie legitimierenden christlichen Kirche zu erhöhen, wurden zahlreiche Kirchengebäude von den Franken an traditionellen Dingstätten errichtet. Das echte Ding oder Echtding oder ungebotene Ding fand immer zu feststehenden Zeiten unter dem Vorsitz des Landesherrn oder dessen Repräsentanten statt. Beim gebotenen Ding oder Botding tagten nur die Schöffen unter Vorsitz des Gemeindevorstehers (Schultheiß). Es wurde bei Bedarf einberufen und erforderte die Ladung der Dinggenossen. Wer sich dem Ding entzog, war dingflüchtig und konnte dingfest gemacht, das heißt festgenommen, werden.
Die Zeit bis zum nächsten echten Ding wurde Dingfrist genannt. Sie dauerte bei den Franken 40 Nächte, bei den Sachsen sechs Wochen und drei Tage (= ein Gerichtstag). Aus dieser Dingfrist, der Dauer des Gerichtstages sowie der Jahresfrist setzte sich auch die Maximalfrist Jahr und Tag zusammen.
Die mittelalterlichen Markgenossenschaften, die oftmals bis ins 19. Jahrhundert existierten, nannten ihre jährlichen Versammlungen Märkerding oder Wahlding. Kontinuierliche Traditionen zum frühmittelalterlichen Ding lassen sich nicht nachweisen.

### England
In England entwickelten sich gleich nach der Landnahme durch die Angelsachsen sieben Königreiche (Kent, Sussex, Wessex, Essex, Mercia, East Anglia und Northumbria). Das anfängliche Heerkönigtum wandelte sich schnell in feste Erbmonarchien. Die Volksversammlung, in England nicht mehr Thing, sondern folcgemot (Volks-Treffen) genannt, ist aufgrund dieser Entwicklung nur noch schwer von königlichen Versammlungen zu unterscheiden. Es trafen sich aber wie bei den Altsachsen die freien Männer eines Königreiches, um Recht zu sprechen und Gesetze zu bestätigen. Daneben existierten zusätzlich die einzelnen königlichen Ratsversammlungen – Witenagemot, die Treffen der Weisen. Diese Versammlungen blieben auch nach der Vereinigung der Königreiche zum Königreich von England unter Alfred dem Großen bestehen und hatten umfangreiche Rechte. So wurde auf ihnen ein König bestätigt und konnte sogar abgesetzt werden. Zum Witenagemot gehörten die Adligen des Landes, Ealdorman/Earls und hohe Geistliche. Nach der normannischen Eroberung 1066 bildete sich aus dem Witenagemot der königliche Rat (Curia Regis), ein Vorgänger des heutigen englischen Parlaments.

### Niederlande und Flandern
Die niederländische Übersetzung des Wortes „Gerichtsverfahren“ ist geding, zum Beispiel im Kompositum kortgeding (wörtlich: kurzes Ding) „Eilverfahren“. Zudem lassen sich verschiedene Verben vom frühgermanischen Ding ableiten, wie afdingen (feilschen), bedingen (vereinbaren) und meedingen (sich mitbewerben).

### Norwegen

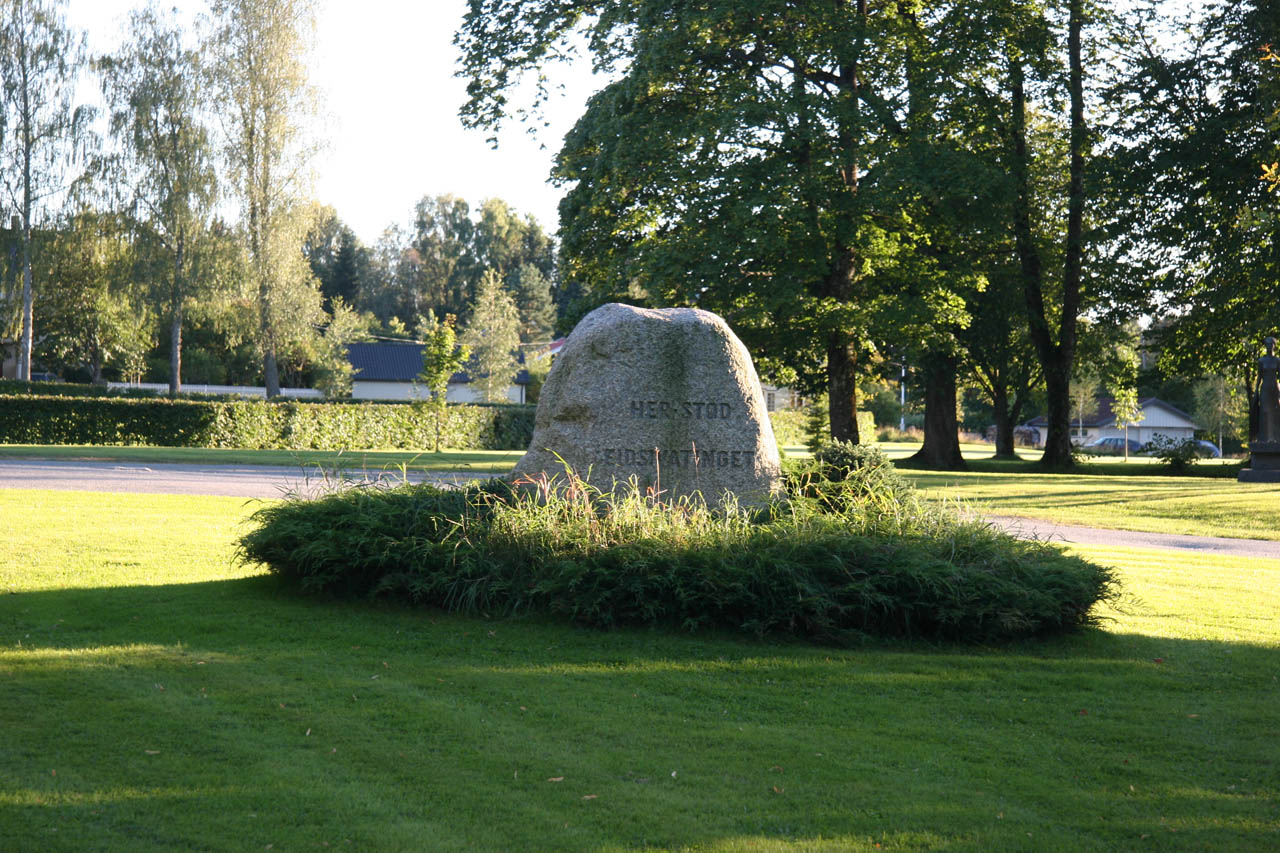
«Her stod Eidsivatinget», Markierung des ehemaligen Thing-Platzes des Eidsivathing in Eidsvoll

Aus der vorhistorischen Zeit gibt es keine Quellen über die Thingordnung. Aber es kann als sicher gelten, dass diese nicht durch einen Herrscher eingeführt wurde, sondern aus der Bevölkerung von selbst erwuchs, da deren Einführung für das Zusammenleben einer Gesellschaft unabdingbar war. Das lässt sich daran sehen, dass die Isländer alsbald nach der Besiedlung sich um eine Thingordnung bemühten. Ob alle bekannten norwegischen Völkerschaften diese Institutionen hatten, ist nicht bekannt. Von den Bewohnern Trøndelags haben wir die früheste Kunde, dass sie ein Thing hatten.
Im Mittelalter gab es vier große regionale Thinge in Norwegen, das Borgarthing, das Gulathing, das Eidsivathing und das Frostathing. Das Borgarthing etwa wurde in Borg dem heutigen Sarpsborg, südlich von Oslo, abgehalten. Der Name Borgarting hat sich bis in die Gegenwart im Namen Borgarting lagmannsrett erhalten, einem der sechs Obergerichte in Norwegen, dessen Sitz Oslo ist.
Zu Zeiten Håkons des Guten gab es zwei große Landesthinge: Gulathing für das Westland und Frostathing für Trøndelag. Ab dem elften Jahrhundert schlossen sich andere Gebiete an. Agder kam zum Gulathing und Nordmøre und Hålogaland kam zum Frostathing. Im Zeitraum der Reichseinung kam noch das Øyrathing hinzu, das ein besonderes Thing für die Königswahl und auch für politische Beratungen wurde.
Eine entscheidende Rolle für die Geschichte Norwegens spielte das Mostrathing, ein Thing auf der Insel Moster auf der Nordseite des Bømlafjordes in Sunnhordland im heutigen westlichen Norwegen. Dort hielt 1024 Olav der Heilige zusammen mit seinem Bischof Grimkjell, ein Engländer und Neffe des Bischofs Sigvard, der unter Olaf Tryggvason Bischof in Norwegen gewesen war, eine Versammlung ab, bei der er die Christianisierung des Landes durchsetzte und die Organisation der Kirche in Norwegen festlegte.
Ursprünglich eine Versammlung aller freien Männer des Bezirks, wurde es im Zuge seiner räumlichen Ausweitung und der Zunahme der Bevölkerung in der Mitte des zehnten Jahrhunderts (jedenfalls nach 930, da in diesem Jahr in Island das Althing mit Thingpflicht für jeden freien Bauern nach dem Vorbild des Gulathings gegründet wurde) zu einem repräsentativen Thing mit Delegierten der einzelnen Volksgruppen. Die Aufgaben des Things beschränkten sich auf die Gesetzgebung und die Rechtsprechung in ganz besonderen Fällen. Es fand einmal im Sommer eines jeden Jahres statt; der Zeitpunkt war im Gesetz bestimmt.
Es gab eine Reihe verschiedener Thingbezeichnungen. Sie hießen herredsthing oder fylkesthing nach dem Gebiet, welches sie umfassten, oder Frostathing oder Gulathing nach dem Ort, wo sie stattfanden. Wenn alle freien Bauern des Einzugsbereichs verpflichtet waren, an dem Thing teilzunehmen, hieß das Thing allmannathing oder tjoðthing. Die lokalen Thinge wurden nach Bedarf zusammengerufen, indem ein Aufgebotsstab herumgereicht wurde. Diese lokalen Thinge hatten nach ihren Aufgaben weitere Namen. Es wurde unterschieden zwischen sóknarthing (Prozessthing), atfararthing (Vollstreckungsthing), auf welchem ein Kläger einen vollstreckbaren Titel zur rechtmäßigen Vollstreckung erhalten wollte, und manndrápsthing (Totschlagsthing) für die Verhandlung von Totschlagssachen. Daneben gab es auch Thinge mit Organisationsinhalten. So gab es das Skipreiðuthing, auf dem die Bezirke, die Schiffe mit Mannschaft zu stellen und zu unterhalten hatten, neu festgelegt wurden, oder vápnathing, bei dem jeder die vorgeschriebene Bewaffnung vorzeigen musste, eine Art Waffenappell. Auch für die Königswahl gab es ein Thing.
Neben den großen überregionalen Thingversammlungen gab es also regionale und kleinere Thingversammlungen, die sich der alltäglichen Rechtsstreitigkeiten annahmen. Wie das Rechtswesen funktionierte, lässt sich erst für das elfte und zwölfte Jahrhundert anhand der für diese Zeit vorliegenden Gesetze ablesen. Da gibt es dann schon das Eidsivathing und das Borgarthing für Ostnorwegen.

### Island

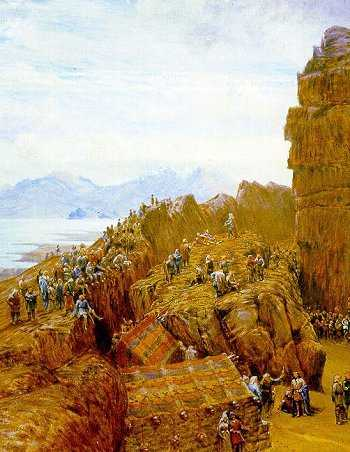
Das Althing in Island (Gemälde von W. G. Collingwood, um 1900)

In Island, das vor allem von norwegischen Wikingern besiedelt wurde, hielten diese ab 930, also am Ende der Landnahme, in Þingvellir einmal jährlich während zwei Wochen im Juni eine gesetzgebende Versammlung, das Alþing, ab. Sie hatte sowohl gesetzgeberische als auch Gerichtsbarkeits-Funktionen. Es bestand bis ins Jahr 1798, als die Dänen das Althing auflösten. Seine Tradition wurde nach Abschüttlung der dänischen Kolonialherrschaft durch das isländische Parlament weitergeführt, das den Namen des Althing weiterführte und weiterführt.
Außerdem richteten die Isländer regionale Thinge ein, etwa das Þórsnes-Thing auf der Halbinsel Snæfellsnes. Rechtsstreitigkeiten auf dem Þórsnes-Thing werden in Isländer-Sagas überliefert. So ist der Streit von Illugi Svarti mit Þorgrimm Kjallksson und seinen Söhnen in der Saga von Gunnlaug Schlangenzunge und in der Saga von den Leuten auf Eyr überliefert.

### Färöer
Das Althing auf Tinganes reicht bis ins Jahr 900 zurück und ist der Vorläufer des Løgting, des heutigen Parlaments der Färöer.

### Luxemburg

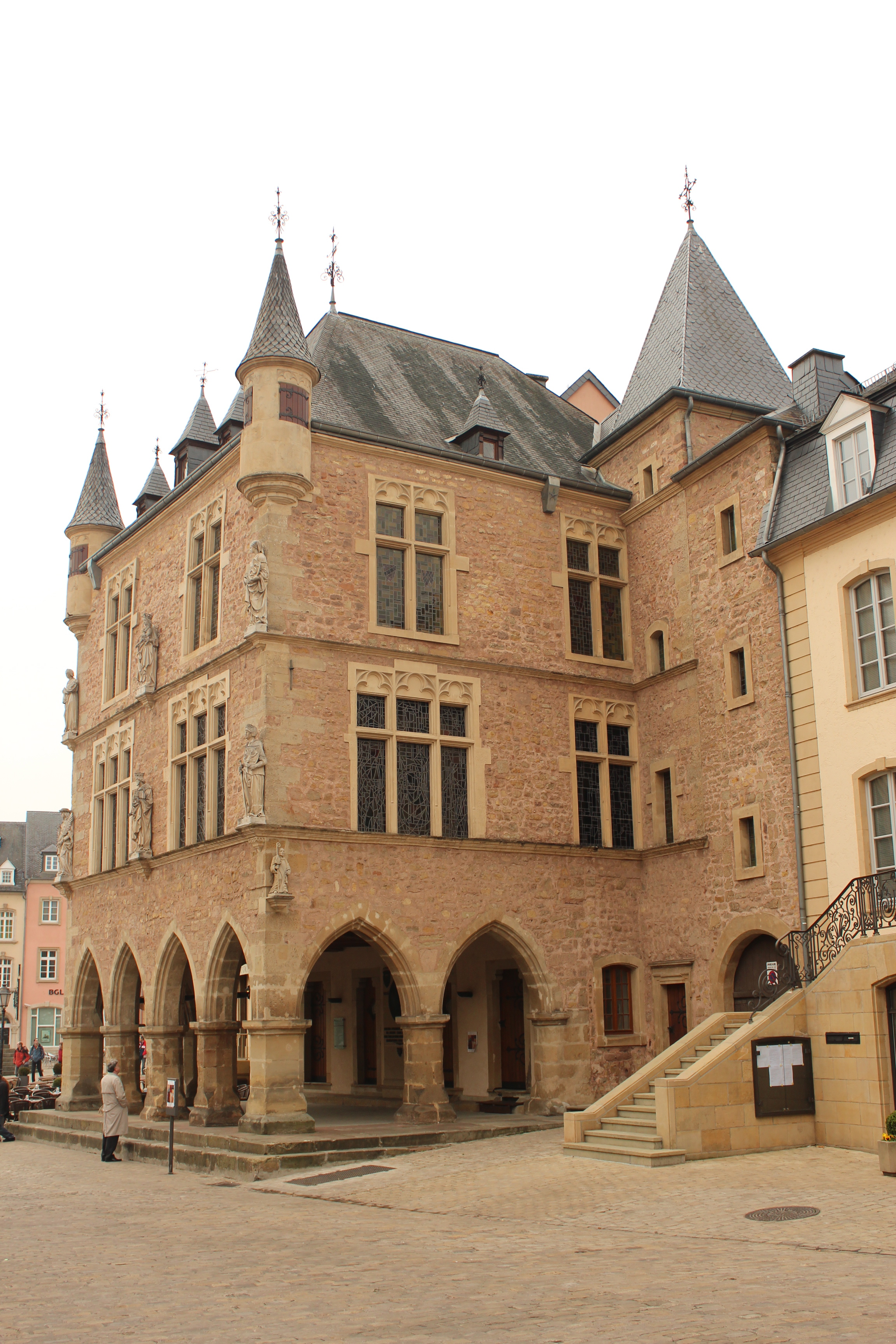
Dënzelt, der Dingstuhl in Echternach (Luxemburg)

Unter den profanen Bauten der Stadt Echternach erinnert der schöne gotische Dingstuhl (1444) am Markt, im Volksmund „Dënzelt“ genannt, an das althochdeutsche „Thing“ (Beratung). Er war Sitz des ehemaligen Schöffengerichts und ist heute Sitzungssaal der Stadt.

### Österreich
Aus dem ausgehenden Mittelalter und der frühen Neuzeit liegen schriftlich ausformulierte Taidingordnungen vor, etwa für die Herrschaften Steyregg oder Lustenfelden. Die Untertanen mussten danach alle Jahr am Mittwoch nach St. Nikolaus zum Thaiding erscheinen. Wer nicht kam, musste eine Strafe von sechs Pfennig bezahlen. Auf dem Thaiding musste das Taidinggeld, der sogenannte recht pfenning, berappt werden.
Zweck dieser jährlichen Zusammenkünfte war, dass den Untertanen das geltende Weistum vor Augen geführt wurde. Dies war im Wesentlichen eine Richtschnur für das Handeln der Untertanen gegenüber ihren Genossen und für ihr Verhalten auf der Flur (Flurrecht und Flurverfassung) sowie die Verpflichtungen der Grundholden gegenüber der Herrschaft. Dazu wurde das Taiding alljährlich vorgelesen. Ein weiterer Zweck des Taidings war es, die Streitigkeiten und Händel der Untertanen untereinander zu schlichten und Strafen für vorgekommene Übertretungen zu verhängen.
Zum Flurrecht gehörte beispielsweise die Verpflichtung, die Äcker nach der Aussaat von Korn und Hafer einzufrieden, um Schaden durch das Wild zu verhüten und so auch Schaden an dem für die Obrigkeit zu leistenden Dienst abzuwenden. Für die Grenzzäune war eine Entfernung von drei Schuh vom Rain vorgeschrieben, um den Nachbarn nicht bei seiner Arbeit zu behindern. Schwere Geldstrafen waren für das absichtliche Versetzen von Marksteinen vorgesehen. Geahndet wurde auch das Abschlagen von Pelzbäumen (= veredelte Obstbäume) oder das Umhauen von Felbern. Unter Strafe stand das Zusetzen von verbotenen Worten, das Aufzücken mit einer Waffe oder das Auslosen (= Aushorchen). Wenn jemand einem anderen mit gezogener Wehr unter die Dachtraufe nachlief (also in den Hausfriedensbezirk einbrach) und ihn verletzte, musste eine Strafe von 65 Pfund Pfennigen gezahlt werden. Von anderen Dienstboten war es verboten, Garn, Fleisch und Ähnliches zu kaufen, weil der Verdacht bestand, dass sie dieses ihrem Herrn enttragen (= gestohlen) hätten. In Bezug auf die Herrschaft wurden die Dienstleistungen der Untertanen vorgetragen oder die Stellung des Amtmannes als Mittelsperson zwischen Herrn und Holden umrissen. Das Taiding diente also der Herstellung des Rechtsfriedens und betonte die Stellung des Grundherren als ordnende Obrigkeit in seinem Herrschaftsbereich.

## Das Thing als frühe Form der Mitbestimmung
Die germanische Volksversammlung wird als eine Form von demokratischer Mitbestimmung betrachtet. Um der starken Bedeutung des Heerwesens bei den Germanen gerecht zu werden, prägte man den Begriff der „Militärdemokratie“. Die klassisch marxistische Sichtweise (so Friedrich Engels) nahm nach dem damaligen Stand der Ethnologie für die Entwicklung der Kultur bestimmte Stufen an (Wildheit, Barbarei und Zivilisation), die in gleicher Reihenfolge von den verschiedenen Völkern durchlaufen werden. Mit dieser Entwicklung geht ein Übergang vom Gemeineigentum zum Privateigentum einher. In Stammesgesellschaften wie denen der Germanen, Kelten oder Irokesen sind nur persönliche Gegenstände Privateigentum. Der Grund und Boden jedoch gehört dem Stamm und wird an die einzelnen Personen zur Nutzung verlost. In der modernen Forschung wird bezweifelt, dass Allmende und Markgenossenschaften tatsächlich ins frühe Mittelalter zurückreichen. Vielmehr wurde z. B. von Karl Siegfried Bader auf die Gemeindebildung im Hochmittelalter verwiesen.

## Rezeption

### Pfadfinder und Jungenschaften
Nach dem Vorbild des Bundes Quickborn nannten in den 1920er Jahren verschiedene Jugendbünde ihre Jahresversammlung Thing, so noch heute viele deutsche Pfadfinderverbände und Jungenschaften (siehe auch Bündische Jugend). Einmal im Jahr wurde schriftlich zum Thing eingeladen. Darüber hinaus konnte die Mehrheit der Thingsassen – das sind die Thingberechtigten – jederzeit ein Thing einberufen. Die Einladung/Einberufung erfolgte durch den Thinggrafen, der als Primus inter pares das Thing leitete und jedes Jahr neu gewählt bzw. bestätigt wurde.
Thingsasse war, wer einen „Stand“ (eine nach der Aufnahme in die Gemeinschaft erlangte und bestätigte Stellung) innehatte und Verantwortung für die Gemeinschaft trug. Die Thingsassen waren nach Einladung verpflichtet zu erscheinen. Nicht-Erscheinen war nur in wichtigen Fällen zulässig und bewirkte eine Vertagung des Things. Vorgeschrieben war das Tragen der gemeinschaftlichen Bekleidung (Kluft). Es galt der Thingfriede, d. h. jegliche persönliche Streitigkeit hatte zu ruhen. Das zur Kluft meist getragene Messer war vor dem Thinglokal – üblicherweise der Gruppenraum – abzulegen, um die Einhaltung des Friedens zu erklären.
Das Thing wurde durch gemeinsames Singen eines Liedes (Bundeslied) eröffnet. Der Thinggraf erfragte die zu diskutierenden Themen, über die per Handzeichen abzustimmen war. Die Beschlüsse des Things waren für die Gemeinschaft bindend, Protest war unzulässig. Das Thing und seine Beschlüsse war Nicht-Thingsassen gegenüber geheim, Gäste, Mitglieder „ohne Stand“ und Mädchen/Frauen (sofern die Gemeinschaft nicht koedukativ organisiert war) durften nicht teilnehmen. Nach den Abstimmungen und Beschlüssen wurde das Thing vom Thinggrafen als beendet erklärt und das Bundeslied gesungen.

### Zeit des Nationalsozialismus
In der Zeit des Nationalsozialismus wurde der historische Begriff Thing umgedeutet und unter Einbeziehung der  Thingbewegung mit einer neuen Funktion versehen. Für ihre sogenannten Thingspiele ließen die Nationalsozialisten an zahlreichen Orten sogenannte Thingplätze errichten. Gegen diese Tendenz wies das Reichsministerium für Volksaufklärung und Propaganda am 23. Oktober 1935 die Presse an, altgermanische oder germanisierende Vokabeln wie Thing oder die germanischen Monatsnamen im öffentlichen Sprachgebrauch zu vermeiden: 

„Die nationalsozialistische Bewegung ist zu wirklichkeits- und lebensnah als daß sie es nötig hätte, überholte und tote Begriffe aus grauer Vorzeit wieder herauszuholen, die in keiner Weise den harten politischen Kampf der Gegenwart unterstützen können, sondern ihn im Gegenteil belasten.“